# The Third Degree (film 1919)
The Third Degree è un film muto del 1919 diretto da Tom Terriss. Adattamento cinematografico del lavoro teatrale di Charles Klein, il film fu interpretato da Alice Joyce.

## Trama
Per aver sposato una donna di condizione inferiore alla sua, Howard Jeffries junior viene diseredato dal padre. Una notte, dopo essersi ubriacato, Howard si addormenta per risvegliarsi accanto al cadavere del suo amico Robert Underwood. Arrestato, confessa alla polizia di essere lui l'assassino ma sua moglie Annie, che crede nella sua innocenza, riesce a indurre Richard Brewster, l'avvocato della famiglia Jeffries, ad assumere la difesa del marito. Si scopre che la signora Jeffries, la matrigna di Howard, ha nelle sue mani l'ultima lettera di Richard, nella quale il giovane dichiarava la sua intenzione di uccidersi. La donna, però, si rifiuta di rendere pubblica il biglietto che salverebbe Howard per non mettere a repentaglio la propria reputazione. Sarà Annie a sacrificarsi, fingendo di essere lei la signora Jeffries a cui era stata inviata la lettera. Salverà il marito che si riconcilierà con la famiglia.

## Produzione
Il film fu prodotto dalla Vitagraph Company of America.

## Distribuzione
Distribuito dalla Vitagraph Company of America, il film uscì nelle sale cinematografiche statunitensi il 19 maggio 1919.

## Altre versioni
Il lavoro teatrale di Charles Klein fu portato altre volte sullo schermo.
- The Third Degree, regia di Barry O'Neil  (1913)
- The Third Degree, regia di Michael Curtiz  (1926)